# NGC 4748
NGC 4748 est une paire de galaxies située dans la constellation de la Corbeau. Sa vitesse par rapport au fond diffus cosmologique est de 4 721 ± 40 km/s, ce qui correspond à une distance de Hubble de 69,6 ± 4,9 Mpc (∼227 millions d'al). NGC 4748 a été découverte par l'astronome germano-britannique William Herschel en 1786.

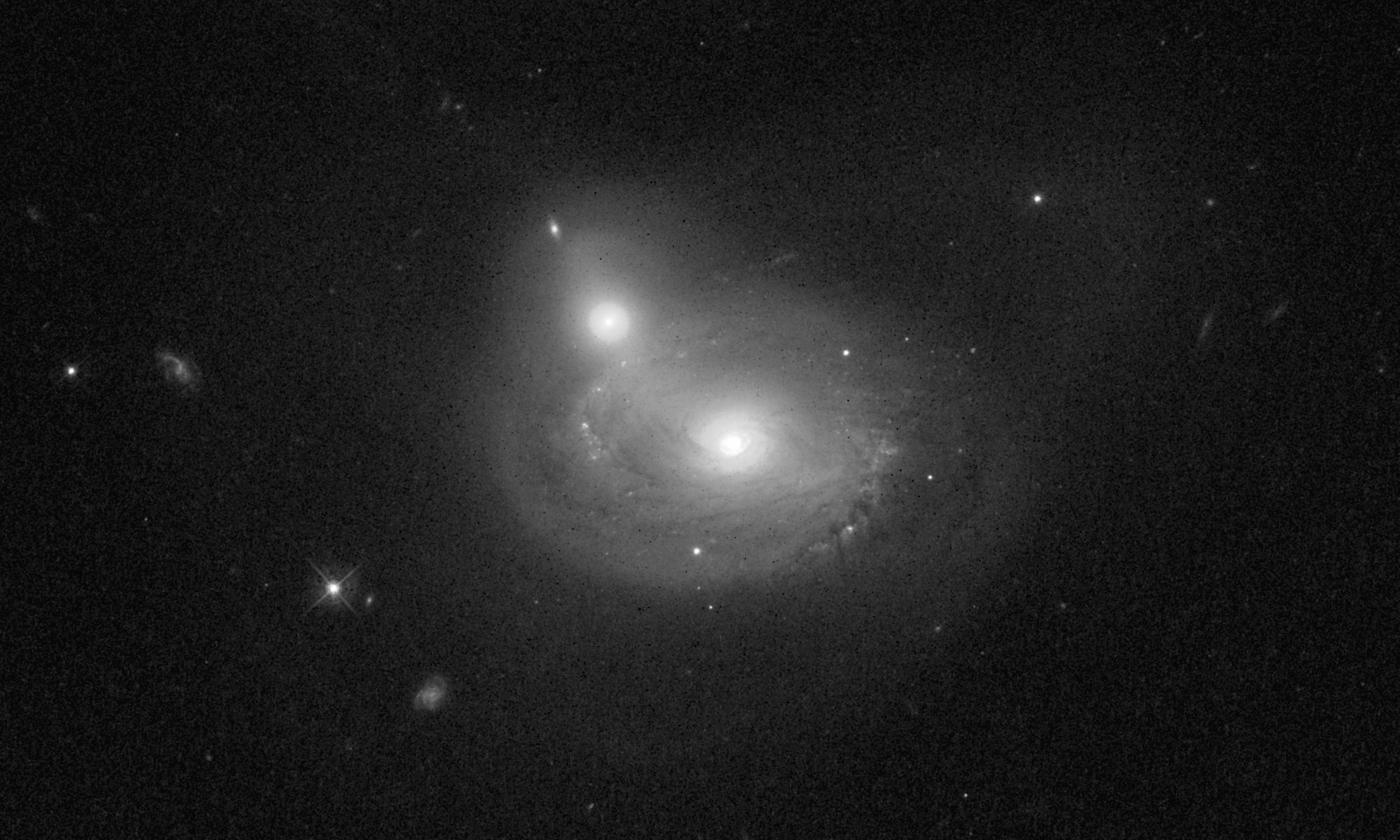
NGC 4748 par le télescope spatial Hubble.

Les deux de galaxies de NGC 4748 sont PGC 43643 au sud et PGC 3797560 au nord. Les données de l'encadré sont celles de PGC 43643 qui est une galaxie spirale. La galaxie PGC 43643 est identifiée à NGC 4748 par la base de données NASA/IPAC.

## La galaxie PGC 3797560
Le type de cette galaxie reste inconnu. Une autre désignation pour celle-ci est 2MASX J12521292-1324388. La distance de Hubble de cette galaxie est égale à 68,89 ± 4,86 Mpc (∼225 millions d'al), presque la même que celle de PGC 43643. Les deux galaxies forment donc une paire réelle.